# ISO/IEC 7810
ISO/IEC 7810は身分証明書カードの4つの形状を定めた国際規格。ID-1, ID-2, ID-3, ID-000から構成される。

## ID-1
ID-1は、大きさが 85.60 × 53.98 mmであり、銀行のキャッシュカードやクレジットカードなどに採用されている。今日では多くの国で自動車運転免許証のサイズとしても使われている。また、会員証のプラスチックカードなどもこのサイズが多い。縦横比は 85.60 ÷ 53.98 ＝ 1.58577... という値で、黄金比（1.61803...）の約 0.98 倍である。

### 関連規格
- ISO/IEC 7812は、国際クレジットカード（プラスチック製）としての追加規定を行っている。
- ISO/IEC 7813は、銀行のキャッシュカード（プラスチック製）としての追加規定を行っている。厚みを0.76 mmとし、角の丸みの半径を3.18 mmとしている。
- ISO/IEC 7811は、ID-1型カードのエンボス文字と磁気ストライプのデータフォーマットを規定している。
- ISO/IEC 7816は、ID-1型の接触型ICカードを規定していて、ICチップの信号端子や電源端子、クロック、リセット端子を規定している。
- ISO/IEC 14443は、非接触型ICカードを規定している。

## ID-2
ID-2は、105 mm × 74 mmであり、A7判の大きさである。

## ID-3
ID-3は、125 mm × 88 mmであり、ISO B7判の大きさである。これは世界中でパスポートや査証（ビザ）に採用されている。

## ID-000
ID-000は、25 mm × 15 mmであり、SIMカード（mini-SIM）に使われている。

## カードの特性
以下の物理的特性を規定している。
- 曲げの強さ
- 可燃性
- 毒性
- 化学物質からの耐性
- 温度と湿度によるカードの寸法と曲がりの安定性
- 光と熱からの耐性
- 耐久性